# 塞耶河畔拉杜瓦
塞耶河畔拉杜瓦（法語：Ladoye-sur-Seille，法語發音：[ladwa syʁ sɛj]）是法国汝拉省的一个市镇，属于隆斯勒索涅区。

## 地理
塞耶河畔拉杜瓦（46°45'42"N, 5°41'1"E）面积3.69 平方千米，位于法国勃艮第-弗朗什-孔泰大區汝拉省，该省份为法国东部内陆省份，北起上索恩省，西北接科多尔省，西临索恩-卢瓦尔省，南至安省，东与杜省和瑞士接壤。
与塞耶河畔拉杜瓦接壤的市镇（或旧市镇、城区）包括：弗龙特奈、费昂蒙塔涅、拉马尔、塞耶河畔布卢瓦、沙隆堡、勒菲耶。

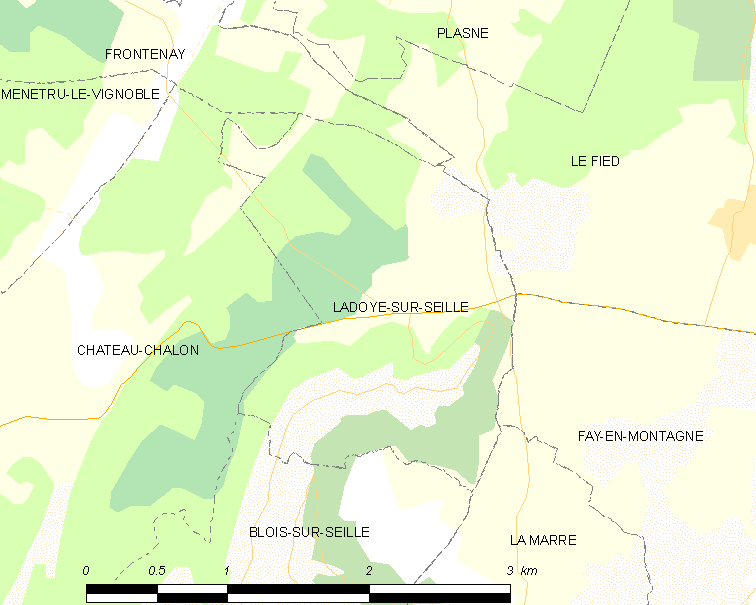
塞耶河畔拉杜瓦的OSM定位图

塞耶河畔拉杜瓦的时区为UTC+01:00、UTC+02:00（夏令时）。

## 行政
塞耶河畔拉杜瓦的邮政编码为39210，INSEE市镇编码为39272。

## 政治
塞耶河畔拉杜瓦所属的省级选区为波利尼县。

## 人口

1962-2008年间塞耶河畔拉杜瓦人口变化图示

塞耶河畔拉杜瓦于2022年1月1日时的人口数量为49人。